# Alpaida biasii
Alpaida biasii là một loài nhện trong họ Araneidae.
Loài này thuộc chi Alpaida. Alpaida biasii được Herbert Walter Levi miêu tả năm 1988.